# Megumi Han

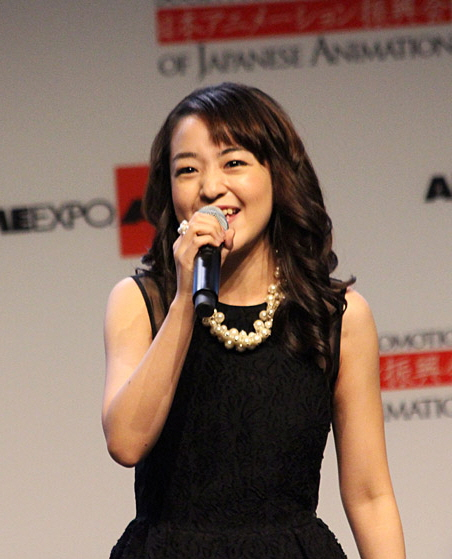
Megumi Han auf der Anime Expo 2013

Megumi Han (japanisch 潘 めぐみ Han Megumi; * 3. Juni 1989 als Megumi Han 潘 芽具実 Han Megumi) ist eine japanische Schauspielerin und Synchronsprecherin, welche bei der Firma Atomic Monkey angestellt ist.
Sie ist die Tochter der Synchronsprecherin Keiko Han.

## Karriere
Nachdem die Öffentlichkeit sich 2008 für den Film Sakura no Sono starkmachte, feierte sie ihr Debüt als Satoshi Wada, während sie an der Abteilung für Schauspiel an der Kunsthochschule der Nihon University studierte.
2011 feierte sie ihr Debüt als Synchronsprecherin mit der Rolle Airu Suzaki in der Serie Digimon Fusion. Danach sprach sie den Hauptcharakter der Serie Hunter x Hunter, Gon Freecss. Beim Vorsprechen wurde sie einstimmig aus über 100 Teilnehmern ausgewählt.
Hime Shirayuki/Cure Princess des Animes Happiness Charge PreCure! verlieh sie 2014 ihre Stimme. Unter ihren Co-Stars befindet sich auch Miki Hase, eine Klassenkameradin aus der Universität.
Im Jahre 2017 erhielt sie bei den elften Seiyu Awards den Preis für die beste Nebenrollendarstellerin.
Abseits von ihrer Rolle als Synchronsprecher, arbeitete sie auch bei dem japanischen Spielzeughersteller Bandai.

## Filmographie

### Animierte Fernsehserien
| Jahr | Titel                                                               | Rolle                                            |
| ---- | ------------------------------------------------------------------- | ------------------------------------------------ |
| 2011 | Digimon Fusion                                                      | Airu Suzaki                                      |
| 2011 | Hunter × Hunter                                                     | Gon Freecss                                      |
| 2012 | Chō Soku Henkei Gyrozetter                                          | Sei Nanatsu                                      |
| 2012 | Metal Fight Beyblade Zero-G                                         | Takanosuke Shishiya                              |
| 2012 | Chōyaku Hyakunin isshu: Uta Koi                                     | junger Ariwara no Narihira                       |
| 2012 | Yu-Gi-Oh! Zexal II                                                  | Rio Kamishiro                                    |
| 2013 | Chihayafuru 2                                                       | Sumire Hanano                                    |
| 2013 | Jewelpet Happiness                                                  | Chiari Tsukikage                                 |
| 2013 | Little Busters! Refrain                                             | Young Kengo                                      |
| 2013 | Yuyushiki                                                           | Kei Okano                                        |
| 2013 | Hakkenden                                                           | Noro                                             |
| 2013 | Fantasista Doll                                                     | Miina Rurukawa                                   |
| 2013 | Naruto: Shippuden                                                   | junger Obito Uchiha                              |
| 2013 | LINE TOWN                                                           | Leonard                                          |
| 2013 | Kin-iro Mosaic                                                      | Kota Inokuma                                     |
| 2013 | Mushibugyō                                                          | Kuroageha                                        |
| 2013 | Yowamushi Pedal                                                     | Aya Tachibana                                    |
| 2014 | Hunter × Hunter                                                     | Cluck, Yasuha                                    |
| 2014 | HappinessCharge PreCure!                                            | Hime Shirayuki/Cure Princess                     |
| 2014 | Black Bullet                                                        | Kayo Senju                                       |
| 2014 | Blade & Soul                                                        | Morii                                            |
| 2014 | Captain Earth                                                       | Lin                                              |
| 2014 | Terror in Resonance                                                 | Five                                             |
| 2014 | Mobile Suit Gundam-san                                              | Lalah-san                                        |
| 2014 | Barakamon                                                           | Akihiko Arai                                     |
| 2014 | The Seven Deadly Sins                                               | Friesia                                          |
| 2014 | Yowamushi Pedal Grande Road                                         | Aya Tachibana                                    |
| 2015 | Fafner in the Azure: Exodus                                         | Aishwarya Fein                                   |
| 2015 | Show By Rock!!                                                      | Daru Dayu                                        |
| 2015 | My Love Story!!                                                     | Rinko Yamato                                     |
| 2015 | Naruto Shippuden                                                    | Saya, Yome                                       |
| 2015 | Baby Steps Season 2                                                 | Marcia O'Brien                                   |
| 2015 | Ushio and Tora                                                      | Kirio                                            |
| 2015 | Chivalry of a Failed Knight                                         | Utakata Misogi                                   |
| 2015 | Kamisama Minarai: Himitsu no Cocotama                               | Luckytama                                        |
| 2015 | Hello!! Kin-iro Mosaic                                              | Kota Inokuma                                     |
| 2016 | Bubuki Buranki                                                      | Reoko Banryū                                     |
| 2016 | Twin Star Exorcists                                                 | Benio Adashino                                   |
| 2016 | Mobile Suit Gundam: Iron-Blooded Orphans                            | junger Gaelio Bauduin                            |
| 2016 | D.Gray-man Hallow                                                   | junge Alma Karma                                 |
| 2016 | Show By Rock!! Short!!                                              | Daru Dayu                                        |
| 2016 | Show byRock!!#                                                      | Daru Dayu                                        |
| 2017 | Little Witch Academia                                               | Atsuko „Akko“ Kagari                             |
| 2017 | Snack World                                                         | Chup                                             |
| 2017 | Yowamushi Pedal: New Generation                                     | Aya Tachibana                                    |
| 2017 | Gamers!                                                             | Keita Amano                                      |
| 2017 | Shōkoku no Altair                                                   | Margit                                           |
| 2018 | Killing Bites                                                       | Yōko Mitsukado                                   |
| 2018 | Devilman Crybaby                                                    | Miki Makimura                                    |
| 2018 | Black Clover                                                        | Kahono                                           |
| 2018 | Steins;Gate 0                                                       | Kagari Shiina                                    |
| 2018 | Mr. Tonegawa: Middle Management Blues                               | Zawa Voice (008)                                 |
| 2018 | My Hero Academia                                                    | Tatami Nakagame                                  |
| 2018 | Sword Art Online: Alicization                                       | Sortiliena Serlut                                |
| 2018 | Captain Tsubasa                                                     | Takeshi Sawada                                   |
| 2019 | Kakegurui XX                                                        | Terano Totobami                                  |
| 2019 | Ultraman                                                            | Seiji Hokuto                                     |
| 2019 | Fruits Basket                                                       | Momiji Sōma                                      |
| 2019 | Crayon Shin-chan                                                    | Yuzuman                                          |
| 2019 | The Rising of the Shield Hero                                       | Glass                                            |
| 2019 | Beyblade Burst GT                                                   | Drum Koryu                                       |
| 2019 | One Piece                                                           | Kurozumi Tama                                    |
| 2019 | Inazuma Eleven: Orion no Kokuin                                     | Yurika Beor                                      |
| 2019 | Chihayafuru 3                                                       | Sumire Hanano                                    |
| 2020 | Ghost in the Shell: SAC 2045                                        | Purin Ezaki                                      |
| 2020 | BNA: Brand New Animal                                               | Jackie                                           |
| 2020 | Beyblade Burst Superking                                            | Drum Koryu                                       |
| 2020 | Digimon Adventure:                                                  | Takeru Takaishi                                  |
| 2021 | Show by Rock!! Stars!!                                              | Daru Dayu                                        |
| 2021 | Back Arrow                                                          | Ren Sin                                          |
| 2021 | World Trigger Season 2                                              | Yōko Katori                                      |
| 2021 | My Next Life as a Villainess: All Routes Lead to Doom! X            | Frey Randall                                     |
| 2021 | Megaton Musashi                                                     | Momoka Saotome                                   |
| 2021 | Komi Can't Communicate                                              | Nokoko Inaka, Chika Netsuno                      |
| 2021 | Platinum End                                                        | Susumu Yuito                                     |
| 2021 | Yo-kai Watch Jam – Yo-kai Academy Y: Close Encounters of the N Kind | Earth Walker, Lime Ashiya/Terranog/Ashura Gilfer |
| 2022 | Ninjala                                                             | Emma                                             |
| 2022 | Black Rock Shooter: Dawn Fall                                       | Strength                                         |
| 2022 | Zero’s Tea Time                                                     | Haro                                             |
| 2022 | RWBY: Ice Queendom                                                  | Penny Polendina                                  |
| 2022 | PuniRunes                                                           | Airune                                           |
| 2022 | The Little Lies We All Tell                                         | Tsubasa                                          |
| 2022 | To Your Eternity (Staffel 2)                                        | Torta                                            |
| 2023 | Trigun Stampede                                                     | Lolo                                             |
| 2023 | Oshi no Ko                                                          | Kana Arima                                       |
| 2023 | Sacrifice to the King of Beasts                                     | Amit                                             |
| 2023 | Skip & Loafer                                                       | Makoto Kurume                                    |
| 2023 | The Dangers in My Heart                                             | Moeko Sekine                                     |
| 2023 | The Devil Is a Part-Timer!!                                         | Erone                                            |
| 2023 | Meisterdetektiv Ron Kamonohashi                                     | Fin Fennec                                       |
| 2023 | Kusuriya no Hitorigoto                                              | Meimei                                           |
| 2023 | Shangri-La Frontier                                                 | Faeria                                           |
| 2024 | Doctor Elise                                                        | Yulian De Childe                                 |
| 2024 | The Banished Former Hero Lives as He Pleases                        | Beatrice                                         |
| 2024 | Tonari no Yōkai-san                                                 | Rein Nakagawa                                    |
| 2024 | Kaiju No. 8                                                         | junger Kafka Hibino                              |
| 2024 | My Deer Friend Nokotan                                              | Noko Shikanoko/Nokotan                           |

### Filme
| Jahr                                                                   | Titel                                                           | Rolle                        |
| ---------------------------------------------------------------------- | --------------------------------------------------------------- | ---------------------------- |
| 2013                                                                   | Hunter × Hunter: Phantom Rouge                                  | Gon Freecss                  |
| 2013                                                                   | A Certain Magical Index: The Movie – The Miracle of Endymion    | Mallybeth Blackball          |
| 2013                                                                   | The Garden of Words                                             | Satō                         |
| 2013                                                                   | Little Witch Academia                                           | Akko Kagari                  |
| 2013                                                                   | Hunter × Hunter: The Last Mission                               | Gon Freecss                  |
| 2013                                                                   | Neppu Kairiku Bushi Road                                        | Ame                          |
| 2014                                                                   | Pretty Cure All Stars New Stage 3: Eternal Friends              | Hime Shirayuki/Cure Princess |
| HappinessCharge PreCure! the Movie: The Ballerina of the Land of Dolls | Hime Shirayuki/Cure Princess                                    |                              |
| 2015                                                                   | Pretty Cure All Stars: Spring Carnival                          | Hime Shirayuki/Cure Princess |
| 2015                                                                   | Ghost in the Shell: The New Movie                               | Chris                        |
| 2015                                                                   | Little Witch Academia: The Enchanted Parade                     | Akko Kagari                  |
| 2016                                                                   | Pretty Cure All Stars: Singing with Everyone Miraculous Magic   | Hime Shirayuki/Cure Princess |
| 2016                                                                   | A Silent Voice                                                  | Miki Kawai                   |
| 2016                                                                   | In This Corner of the World                                     | Sumi Urano                   |
| 2018                                                                   | Crayon Shin-chan: Burst Serving! Kung Fu Boys ~Ramen Rebellion~ | Ran Tama                     |
| 2018                                                                   | Penguin Highway                                                 | Hamamoto                     |
| 2018                                                                   | Hugtto! PreCure Futari wa Pretty Cure: All Stars Memories       | Hime Shirayuki/Cure Princess |
| 2019                                                                   | Seven Days War                                                  | Kaori Yamasaki               |
| 2020                                                                   | Love Me, Love Me Not                                            | Akari Yamamoto               |
| 2020                                                                   | Survival                                                        | Pipi                         |
| 2021                                                                   | Words Bubble Up Like Soda Pop                                   | Bieber                       |
| 2021                                                                   | Eureka – Eureka Seven: Hi-Evolution                             | Chime                        |
| 2022                                                                   | Mobile Suit Gundam: Cucuruz Doan’s Island                       | Sayla Mass                   |
| 2023                                                                   | Hokkyoku Hyakkaten no Concierge-san                             | Mori                         |

### Original-Webanimationen
| Year | Title                                  | Role           |
| ---- | -------------------------------------- | -------------- |
| 2018 | Devilman Crybaby                       | Miki Makimura  |
| 2021 | Resident Evil: Infinite Darkness       | Shen May       |
| 2021 | Star Wars: Visions – The Village Bride | Haru           |
| 2021 | Baki Hanma                             | Rumina Ayukawa |
| 2022 | Vampire in the Garden                  | Momo           |

### Original-Videoanimationen
| Year | Title                          | Role               |
| ---- | ------------------------------ | ------------------ |
| 2015 | Mobile Suit Gundam: The Origin | Artesia Som Deikun |
| 2015 | Tokyo Ghoul: Pinto             | Hori Chie          |
| 2016 | Brotherhood: Final Fantasy XV  | Iris Amicitia      |
| 2022 | Strike the Blood Final         | Raadorii Ren       |

### Videospiele
| Year       | Title                                            | Role                                |                 |
| ---------- | ------------------------------------------------ | ----------------------------------- | --------------- |
| 2013       | Digimon Adventure                                | Takeru Takaishi                     |                 |
| 2013       | Phoenix Wright: Ace Attorney – Dual Destinies    | Kizuki Kokone/Athena Cykes          |                 |
| 2013       | Show By Rock!!                                   | Naru                                |                 |
| 2014       | Danganronpa Another Episode: Ultra Despair Girls | Masaru Daimon                       |                 |
| 2014       | Granblue Fantasy                                 | Alec                                |                 |
| 2014       | Granblue Fantasy                                 | Jeanne D’Arc                        |                 |
| 2014       | Guilty Gear Xrd -SIGN-                           | Ramlethal Valentine                 |                 |
| 2014       | HappinessCharge PreCure! Kawarun Collection      | Hime Shirayuki/Cure Princess        |                 |
| 2014       | J-Stars Victory VS                               | Gon Freecsss                        |                 |
| 2014       | Super Smash Bros. for Nintendo 3DS & Wii U       | Phosphora                           |                 |
| 2014       | Yu-Gi-Oh! ZEXAL World Duel Carnival              | Rio Kamishiro                       |                 |
| 2015       | Digimon Story: Cyber Sleuth                      | Nokia Shiramine                     |                 |
| 2015       | Disgaea 5                                        | Majorita                            |                 |
| 2015       | Dragon Ball Xenoverse                            | Time Patroller (Female 7)           |                 |
| 2015       | Guilty Gear Xrd -REVELATOR-                      | Ramlethal Valentine                 |                 |
| 2015       | Steins;Gate 0                                    | Kagari Shiina                       |                 |
| 2015       | Yu-Gi-Oh! ARC-V: Tag Force Special               | Rio Kamishiro                       |                 |
| 2016       | Dragon Quest Heroes II                           | Erinn                               |                 |
| 2016       | Ensemble Girls!!                                 | Ruka Tsukinaga                      |                 |
| 2016       | Etrian Odyssey V: Beyond the Myth                | Voice #22                           |                 |
| 2016       | Final Fantasy XV                                 | Iris Amicitia                       |                 |
| 2016       | Naruto Shippuden: Ultimate Ninja Storm 4         | Obito Uchiha (Young)                |                 |
| 2017       | Digimon Story: Cyber Sleuth – Hacker’s Memory    | Nokia Shiramine                     |                 |
| 2017       | Little Witch Academia: Chamber of Time           | Atsuko "Akko" Kagari                |                 |
| 2017       | Shin Megami Tensei: Strange Journey Redux        | Alex                                |                 |
| 2018       | Meisterdetektiv Pikachu                          | Milo Green                          |                 |
| 2018       | Phantasy Star Online 2                           | Harriet                             |                 |
| 2018       | Dragalia Lost                                    | Jeanne D’Arc                        |                 |
| 2018       | Princess Connect! Re:Dive                        | Muimi/Muimi Sonoue                  |                 |
| 2018       | Shōjo Kageki Revue Starlight -Re LIVE-           | Aruru Otsuki                        |                 |
| 2019       | Ace Combat 7                                     | Rosa Cosette d’Elise                |                 |
| 2019       | Another Eden                                     | Kikyo                               |                 |
| 2019       | Fate/Grand Order                                 | Kingprotea                          |                 |
| 2019       | Jump Force                                       | Gon Freecss                         |                 |
| 2019       | Phantasy Star Online 2                           | Shiva                               |                 |
| 2019; 2021 | The King of Fighters All Star                    | Pretty Yashiro, Ramlethal Valentine |                 |
| 2020       | Ninjala                                          | Emma                                |                 |
| 2021       | Guilty Gear -STRIVE-                             | Ramlethal Valentine                 |                 |
| 2021       | DC Super Hero Girls: Teen Power                  | Supergirl / Kara Danvers            | Japanese dubbed |
| 2021       | Lost Judgment                                    | Kotoko Itokura                      |                 |
| 2022       | Xenoblade Chronicles 3                           | Eunie                               |                 |
| 2023       | Final Fantasy XVI                                | Jill Warrick                        |                 |
| 2023       | Armored Core VI: Fires of Rubicon                | ALLMIND                             |                 |

### Live-Action Serien
- Shuriken Sentai Ninninger (2015) Kyuemon Izayoi (Stimme)
- Shuriken Sentai Ninninger Vs. Kamen Rider Drive Spring Vacation Combining Special (2015) Kyuemon Izayoi (Stimme)
- Shuriken Sentai Ninninger the Movie: The Dinosaur Lord’s Splendid Ninja Scroll! (2015) Kyuemon Izayoi (Stimme)
- Shuriken Sentai Ninninger vs. ToQger the Movie: Ninja in Wonderland (2016) Kyuemon Izayoi (Stimme)
- Come Back! Shuriken Sentai Ninninger: Ninnin Girls vs. Boys FINAL WARS (2016) Luna Kokonoe/MidoNinger/Kyuemon Izayoi (Stimme)
- Ultraman Geed (2017) (Alien Pegassa Pega)[96]
- Ultraman New Generation Chronicle (2019) (Alien Pegassa Pega)[97][98][99][100]
- Ultraman Z (2020) (Alien Pegassa Pega)
- Ultra Galaxy Fight: The Absolute Conspiracy (2020) (sora/Ultraman Justice)[101]
- Ultraman Chronicle D (2022) (Alien Pegassa Pega)

### Live-Action Film
- Anime Supremacy! (2022), Takaya (Stimme)[102]

### Synchronsprecherrollen

#### Live-Action
- Chloë Grace Moretz
  - Let Me In (Abby)[103]
  - Carrie (Carrie White)[104]
  - The Equalizer (Alina / Teri)[105]
  - Dark Places (junge Diondra Wertzner)[106]
- Der Abenteurer – Der Fluch des Midas (Sacha (Mella Carron))
- Mars (Hana Seung / Joon Seung (Nekhebet Juch / Uatchet Juch))[107]
- Crash Landing on You (Seo Dan (Seo Ji-hye))[108]
- Tod auf dem Nil (Louise Bourget (Rose Leslie))[109]
- Doom Patrol (Jane (Diane Guerrero))[110]
- Fall (Hunter Shiloh (Virginia Gardner))[111]
- Famous in Love (Cassandra "Cassie" Perkins (Georgie Flores))[112]
- The First Lady (Susan Ford (Dakota Fanning))[113]
- The Flash (Iris West (Kiersey Clemons))[114]
- Harry’s Law (Jessica Donner (Halle Charlton))
- Independence Day: Resurgence (Sam (Joey King))[115]
- Saint Seiya: Die Krieger des Zodiac – Der Film (Sienna / Athena (Madison Iseman))[116]
- Last Night in Soho (Eloise "Ellie" Turner (Thomasin McKenzie))[117]
- The Last of Us (Ellie (Bella Ramsey))[118]
- Legion (Sydney "Syd" Barrett (Rachel Keller))[119]
- Lights Out (Rebecca (Teresa Palmer))[120]
- Line of Duty (Ava Brooks (Courtney Eaton))[121]
- Mad Max: Fury Road (Cheedo (Courtney Eaton))[122]
- Madame Web (Julia Cornwall (Sydney Sweeney))[123]
- Martin (2018 Blu-ray Edition) (Christina (Christine Forrest))[124]
- Maze Runner: Die Auserwählten in der Todeszone (Brenda (Rosa Salazar))[125]
- Das Morgan Projekt (Morgan (Anya Taylor-Joy))[126]
- The Neon Demon (Jesse (Elle Fanning))[127]
- Die Höllenfahrt der Poseidon (2016 BS-TBS edition) (Susan Shelby (Pamela Sue Martin))
- The Secret Circle (Cassie Blake (Britt Robertson))
- Den Sternen so nah (Tulsa (Britt Robertson))
- Teenage Mutant Ninja Turtles (Taylor (Abby Elliott))
- Warm Bodies (Julie Grigio (Teresa Palmer))
- Willow (Dove (Ellie Bamber))[128]
- Winter’s Tale (Willa Penn (Eva Marie Saint))[129]
- Young Sheldon (Sheldon Cooper (Iain Armitage))[130]
- Zack Snyder’s Justice League (Iris West (Kiersey Clemons))[131]

#### Animation
- 44 Cats (Lampo)
- DC Super Hero Girls (Supergirl)[132]
- Epic – Verborgenes Königreich (Dandelion)
- Lego Monkie Kid (Red Son)[133]
- Die Abenteuer von Mr. Peabody & Sherman (Carl)[134]
- My Little Pony: Equestria Girls (Cheerilee)
- My Little Pony: Equestria Girls – Rainbow Rocks (Sonata Dusk)
- My Little Pony: Freundschaft ist Magie (Cheerilee)
- PAW Patrol (Kento/Ryder)[135]
- PAW Patrol: The Movie (Kento/Ryder)[136]
- RWBY (Penny Polendina, Velvet Scarlatina)
- Stilles Wasser (Michael)[137]
- Super Why! (Whyatt Beanstalk/Super Why)
- The Boss Baby: Wieder im Geschäft (Timothy Leslie "Timmy" Templeton)
- The Croods: Alles auf Anfang (Dawn Betterman)[138]
- Powerpuff Girls (Bliss)[139]
- Thunderbirds Are Go (Eiden Williams)

#### Videospiele
- The Last of Us (2013), (Ellie (Ashley Johnson))
- The Last of Us Part II (2020), (Ellie (Ashley Johnson))

## Auszeichnungen
| Jahr | Auszeichnung             | Kategorie                              | Ergebnis  |
| ---- | ------------------------ | -------------------------------------- | --------- |
| 2017 | 11th Seiyu Awards        | Beste Nebendarstellerin                | Gewonnen  |
| 2019 | Crunchyroll Anime Awards | Beste Synchronsprecherleistung (Japan) | Nominiert |